# 李世鎬 (1925年)

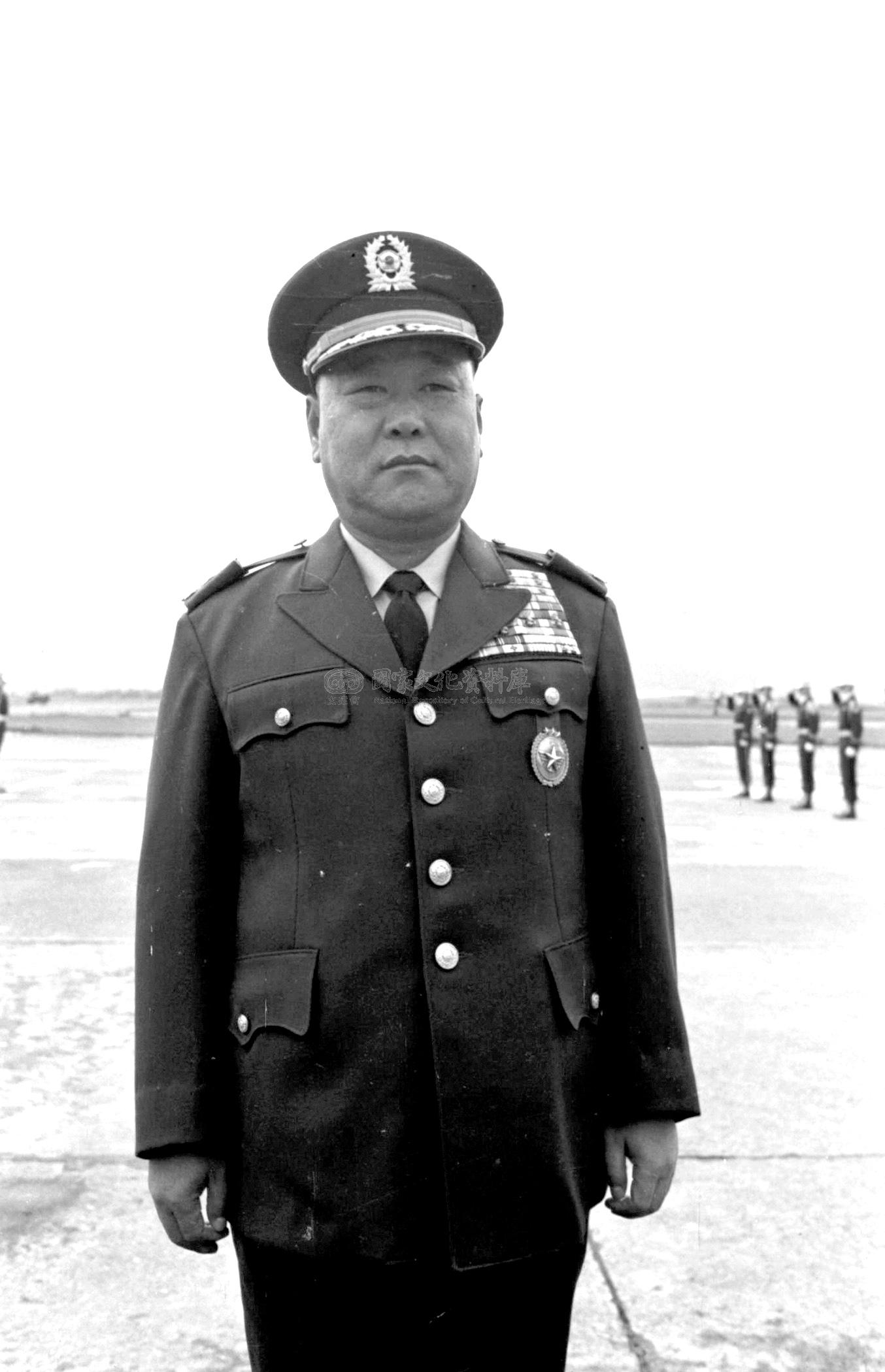
攝於1970年

李世镐（韓語：이세호；1925年7月26日—2013年4月28日），韩国陆军上将。曾任驻越韩军第二任司令、韩国陆军参谋总长、韩国第三野戰軍司令。

## 軍歷
- 1944年4月：日本帝國陸軍特別幹部候補生

### 尉官時期
- 1946年12月14日：警備士官學校第2期畢業、任官少尉
- 1946年12月15日：陸軍第1步兵團所屬排長
- 1947年6月1日：晉級為中尉、任連長
- 1948年1月10日：升任上尉，陸軍第9步兵團所屬副營長
- 1948年8月20日：國軍總司令部情報局，湖南地區秘密情報（SIS）隊長

### 校官時期
- 1949年1月15日：升為少校，陸軍第7步兵師（朝鲜语：제7보병사단 (대한민국)）情報參謀
- 1950年4月7日：陸軍步兵學校高級軍官班（OAC）第5期畢業
- 1950年6月25日：歸建原隊（陸軍第7步兵師）
- 1950年8月15日：晉升中校，陸軍第8步兵師（朝鲜语：제8기계화보병사단 (대한민국)）情報參謀
- 1951年4月27日：升為上校，陸軍第8步兵師參謀長及團長
- 1953年5月12日：陸軍大學（朝鲜语：대한민국 육군대학）4期畢業（獲頒國防部長獎）
- 1953年9月20日：陸軍第22步兵師第67步兵團團長

### 將官時期
- 1954年6月18日：升任准將，陸軍第5軍（朝鲜语：제5군단 (대한민국)）參謀長
- 1956年3月12日：陸軍本部企劃參謀部企劃統制官
- 1956年9月30日：陸軍第1軍（朝鲜语：제1군단 (대한민국)）參謀長
- 1957年4月1日：陸軍第2軍參謀長
- 1957年9月1日：陸軍第37步兵師（朝鲜语：제37향토보병사단 (대한민국)）師長
- 1958年8月13日：陸軍第33步兵師師長
- 1959年2月19日：陸軍第28步兵師（朝鲜语：제28보병사단 (대한민국)）師長
- 1961年7月31日：晉升少將，陸軍本部軍需參謀部次長
- 1962年7月15日：陸軍步兵學校（朝鲜语：대한민국 육군 보병학교）校長
- 1963年9月1日：國防大學院學員軍官
- 1964年8月4日：聯合參謀本部戰略情報局局長
- 1965年8月17日：陸軍本部作戰參謀副長
- 1966年12月28日：陸軍官校校長
- 1967年8月28日：晉升中將，陸軍第6軍（朝鲜语：제6군단 (대한민국)）軍長
- 1969年5月1日：駐越韓國軍司令部司令
- 1973年3月24日：陸軍第三野戰軍創建籌備委員長
- 1973年7月2日：晉升上將，陸軍第三野戰軍司令
- 1975年3月1日：第21任陸軍參謀總長
- 1979年2月1日：編為預備役上將（退役）